# Pachypodium rosulatum
Pachypodium rosulatum, popularmente llamada planta pata de elefante ,es una especie de arbusto suculento perteneciente al género Pachypodium, dentro de la familia la familia Apocynaceae (que recientemente se ha fusionado con la familia Asclepiadaceae). Tiene como hábito de desarrollo el ser un arbusto robusto con un tronco abultado postrado, con apariencia de pata de elefante. Presenta varias ramas cilíndricas en su parte superior. Se encuentra incluido en el listado de CITES apéndice 2.

## Descripción
Pachypodium rosulatum fue la primera especie malgache en ser descrita. Se distribuye extensamente en la meseta central. Es una especie arbustiva caudiciforme, cuyas ramas se extienden en amplitud con diversas formas y variedades  reconocidas. Tiene (generalmente) el tronco forma de botella clásico y espinas gruesas como la mayoría de los otros pachypodium.
En sus tallos la base (caudex) es lisa pero permanecen las cicatrices de las hojas, corteza verde plateada, sin espinas,  con forma de botella y llega a estar absolutamente hinchada (10 a 15 cm de ancho y 25 a 30 cm largo) las ramas se bifurcan en el extremo sobre todo verticalmente con alguna ramificación de la parte más baja. Ramas de 9 a 12 cm de diámetro, ramitas, de color marrón claro  y pubescentes a menudo finas en el ápice. Las ramas cilíndricas se cubren con espinas dorsales cónicas apareadas dirigidas hacia arriba, de 3 x 2 m. Las ramificaciones se producen cuando la planta ha florecido. 

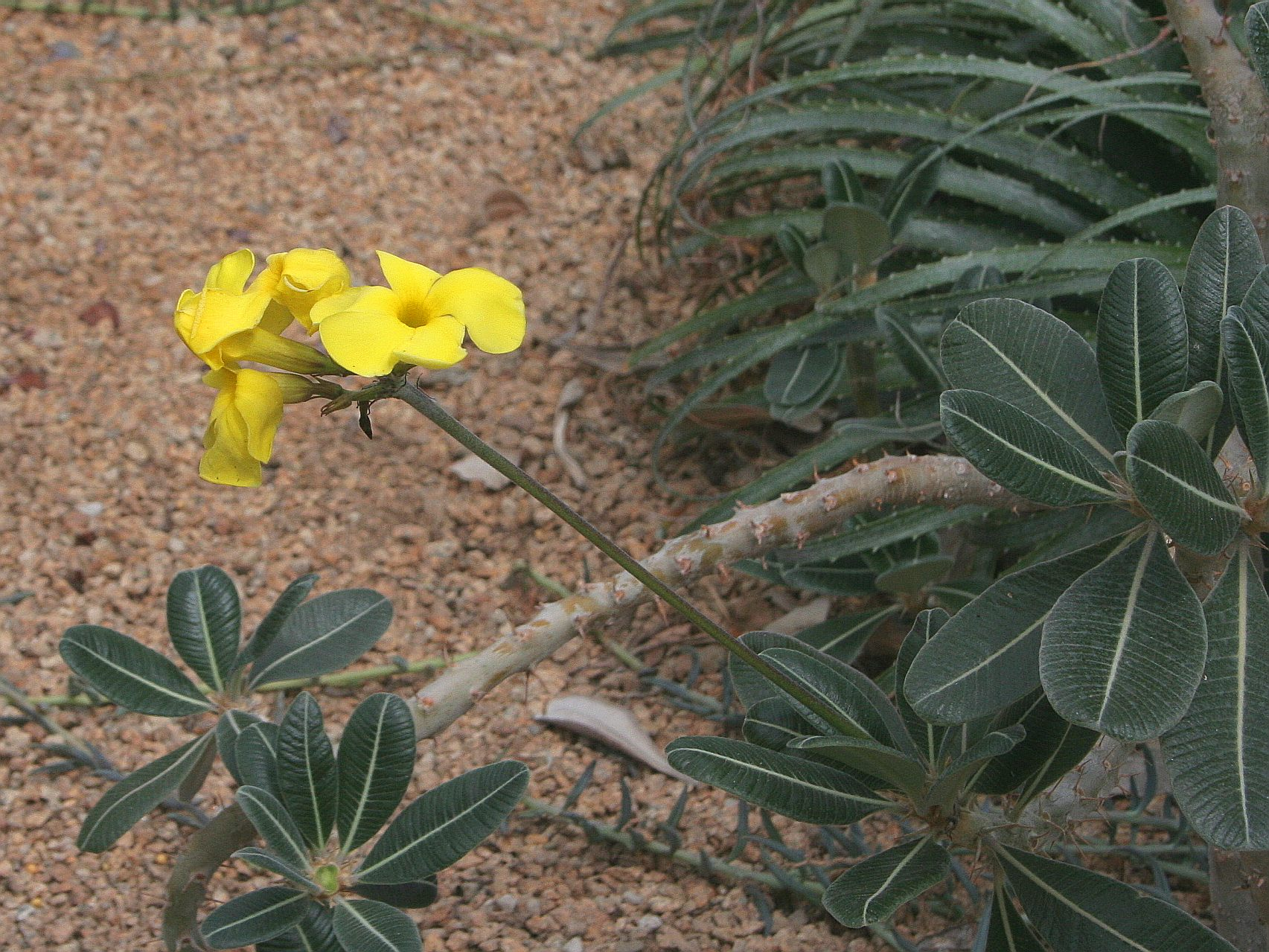
Flores de Pachypodium rosulatum, en el Conservatorio Botánico de Brest.

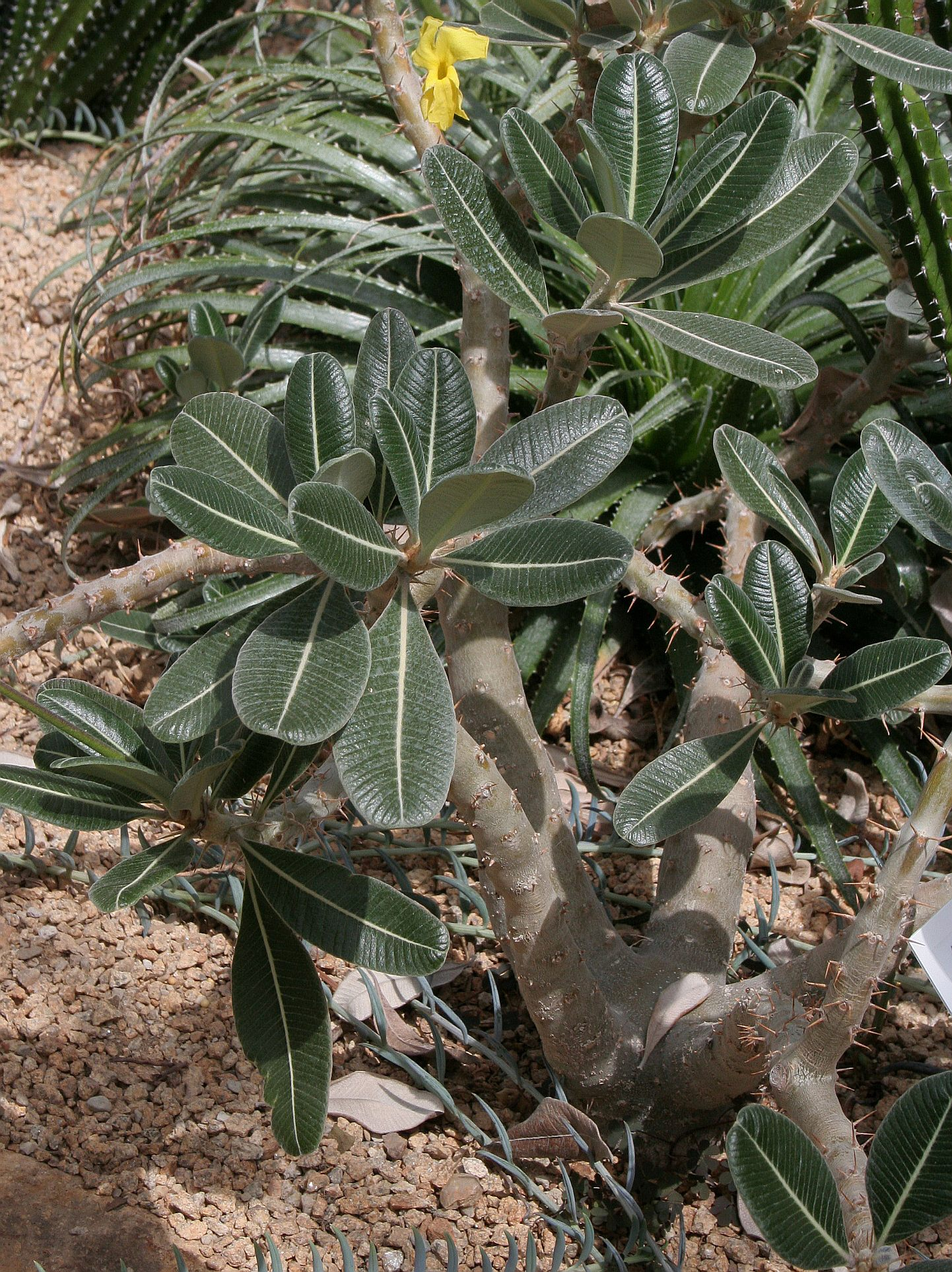
Vista de la planta

Las hojas tienen un peciolo estrecho (de 1 a 10 milímetros de largo) y tienen forma oblongo lanceoladas, ovales o elípticas, cuneiformes en la base y verde oscuro con un pedacito brillante en la cara superior, pubescente, coriácea, caducas. Tienen una vena media de color más claro y forman un rosetón alrededor de las extremidades de las ramas. 
Las flores presentan un color amarillo vivo, con una forma extraña, son flores sin perfume en racimos con pedúnculos largos hacia el extremo de los vástagos. Las floraciones pueden exceder de 7 cm en diámetro y son muy atractivas. Cuando la planta es joven tiene las floraciones a partir de febrero, hasta mayo, las plantas  incluso las pequeñas de 1 o 2 años pueden florecer.

## Distribución y hábitat
Se encuentran en Madagascar, generalmente en posiciones soleadas respecto en lugares pedregosos dónde se asocian con otros representantes de la flora de áreas secas. 
Esta especie puede tolerar temperaturas bajo cero en su ambiente natural en invierno. Se encuentran en hábitat xéricos y están naturalmente bien adaptadas al ambiente caliente y seco en el cual crecen. 
Los vástagos suculentos actúan como almacenes del agua y permiten a las plantas sobrevivir en las condiciones más extremas. Los vástagos subterráneos tuberosos gruesos también ayudan a las plantas a sobrevivir largos periodos sin el agua. Pueden por lo tanto soportar calor intenso y largos periodos de sequía.

## Taxonomía
Pachypodium rosulatum fue descrita por el botánico británico John Gilbert Baker y publicada por primera vez en la revista científica Journal of Botany, British and Foreign 20: 219 en 1882.
Etimología
- Pachypodium: nombre genérico que proviene de la combinación de dos términos del griego antiguo: pachys (que significa 'grueso') y podium (que significa 'pie' o 'base'), haciendo referencia a la característica morfología de muchas especies del género, que suelen tener troncos o tallos robustos y suculentos.
- bispinosum: epíteto específico que significa 'con las hojas en una roseta'.

### Subespecies
Pachypodium brevicaule presenta seis subespecies:
| Imagen | Subespecie                                                         | Descripción | Distribución                              |
| ------ | ------------------------------------------------------------------ | --- | ----------------------------------------- |
|        | Pachypodium rosulatum subsp. bemarahense Lüthy & Lavranos          | Hojas estrechas y flores amarillas. | Oeste de Madagascar                       |
|        | Pachypodium rosulatum subsp. bicolor (Lavranos & Rapanarivo) Lüthy | Hojas glabras, y flor amarilla con un anillo blanco alrededor del tubo.                                                                              | Oeste de Madagascar                       |
|        | Pachypodium rosulatum subsp. cactipes (K.Schum.) Lüthy             | Follaje verde brillante y vistosas flores amarillas.                                                                                                 | Sudeste de Madagascar                     |
|        | Pachypodium rosulatum subsp. gracilius (H.Perrier) Lüthy           | Hojas estrechas. Es una planta más pequeña de hasta 40 cm de diámetro con menos ramas y más delgadas y espinas más estrechas de color marrón rojizo. | Sur de Madagascar                         |
|        | Pachypodium rosulatum subsp. makayense (Lavranos) Lüthy            | Gran flor amarilla brillante con un anillo blanco alrededor del tubo.                                                                                | Sur de Madagascar                         |
|        | Pachypodium rosulatum subsp. rosulatum                             | Hojas anchas y flores de color amarillo vivo en racimos sobre pedúnculos largos.                                                                     | Noroeste y norte del centro de Madagascar |

Sinonimia
- Sinónimos de Pachypodium rosulatum subsp. bemarahense: (no tiene)
- Sinónimos de Pachypodium rosulatum subsp. bicolor:
  - Pachypodium bicolor Lavranos & Rapanarivo (1997)
  - Pachypodium rosulatum f. bicolor (Lavranos & Rapanarivo) G.D.Rowley (1998)

- Sinónimos de Pachypodium rosulatum subsp. cactipes:
  - Pachypodium cactipes K.Schum. (1895)

- Sinónimos de Pachypodium rosulatum subsp. gracilius:
  - Pachypodium gracilius (H.Perrier) Rapan. (1999)
  - Pachypodium rosulatum var. gracilius H.Perrier (1934)

- Sinónimos de Pachypodium rosulatum subsp. makayense:
  - Pachypodium makayense Lavranos (2004)

- Sinónimos de Pachypodium rosulatum subsp. rosulatum:
  - Pachypodium drakei Costantin & Bois (1907)
  - Pachypodium rosulatum var. delphinense H.Perrier (1934)
  - Pachypodium rosulatum var. drakei (Costantin & Bois) Markgr. (1972 publ. 1973)

## Usos
Pachypodium rosulatum se cultiva principalmente como planta ornamental.